# Skåneaffären

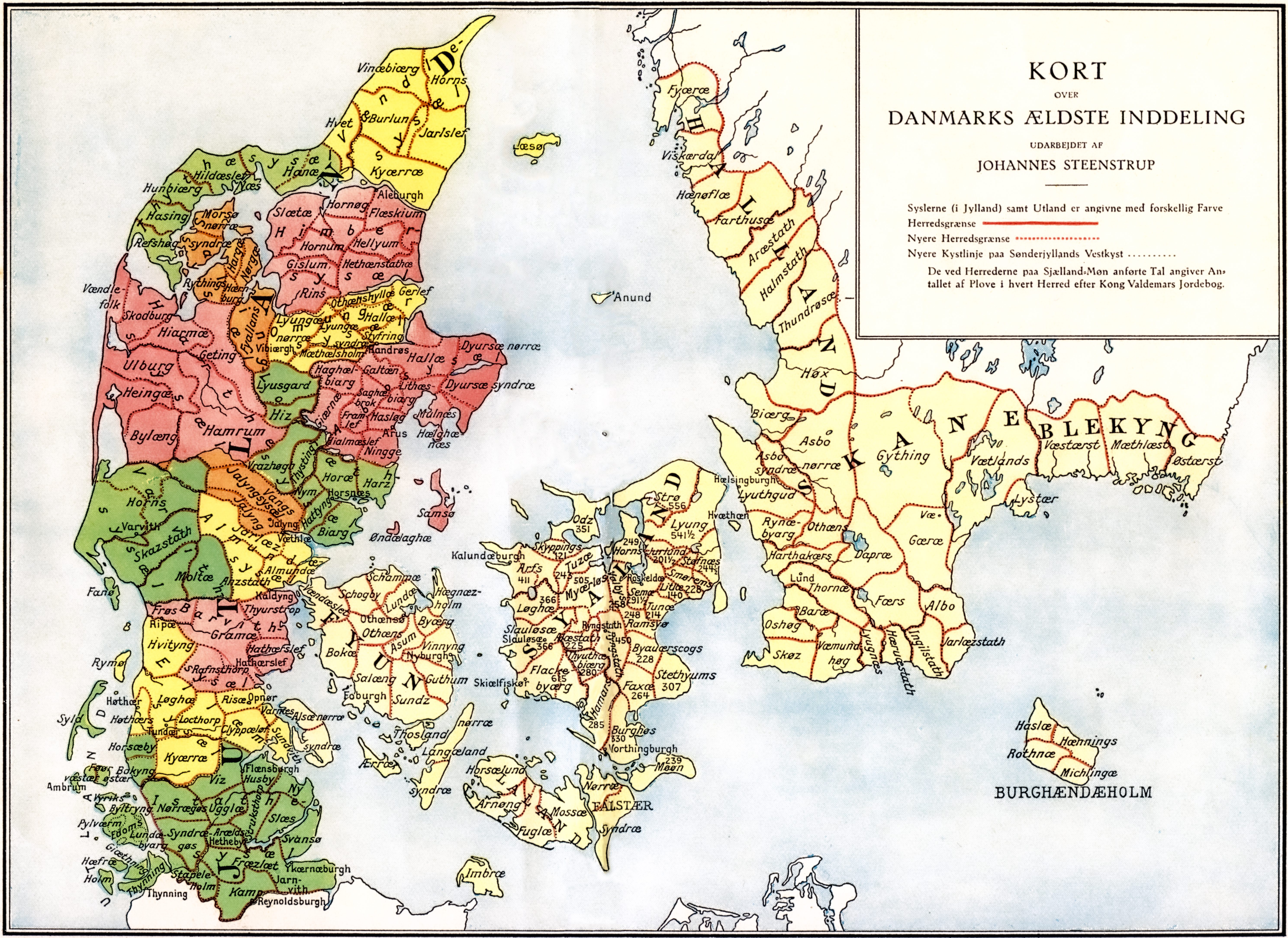
Danmarks härader under medeltiden.

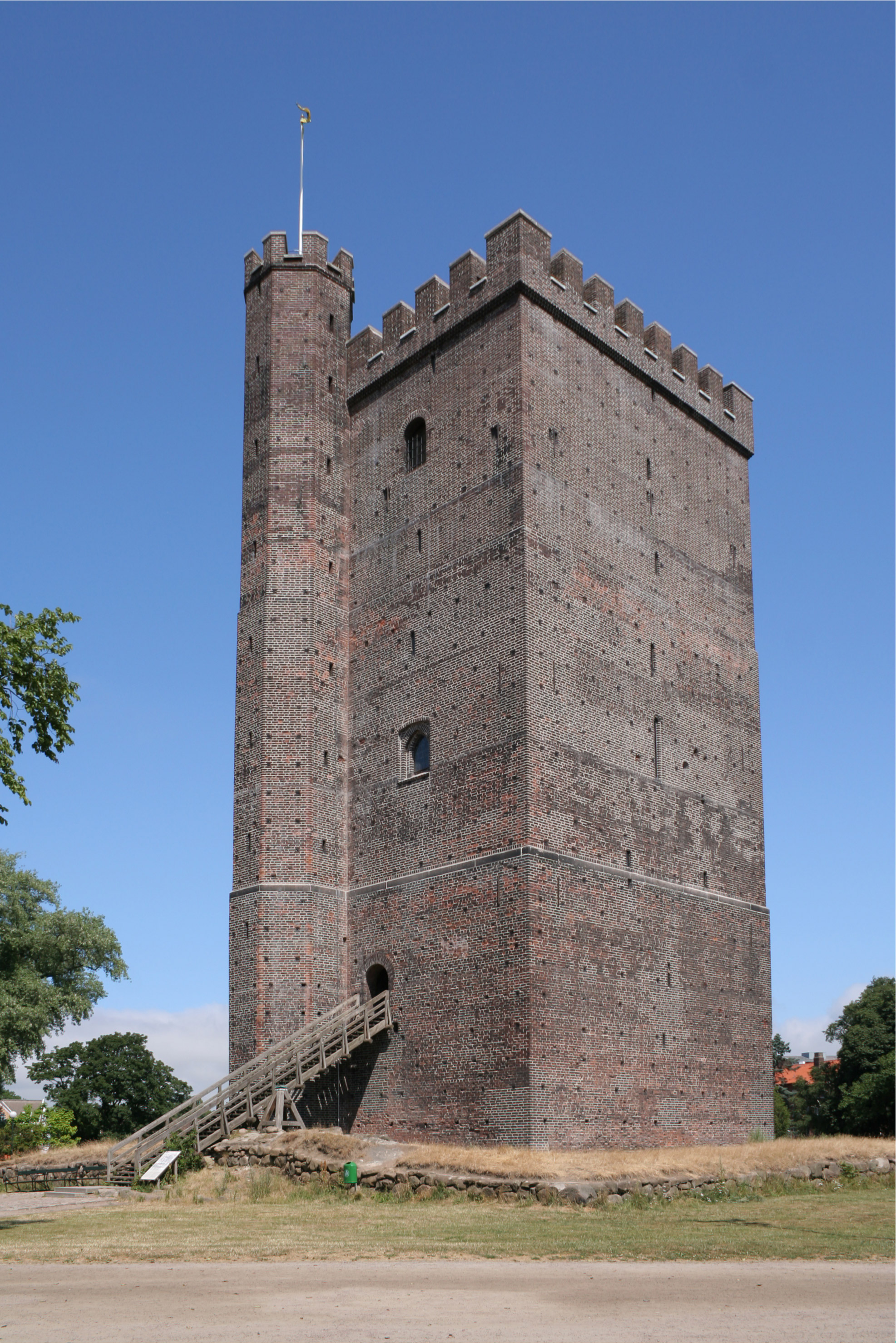
Kärnan - den enda kvarvarande resten av Helsingborgs slott.

Skåneaffären 1332 kallas en händelse i Danmarks och Sveriges historia då kung Magnus Eriksson av Sverige köpte Skåne, Blekinge, Lister och Ven av Danmark för 34 000 mark silver. Affären verkställdes genom en överenskommelse den 4 november 1332 i Helsingborg. 
De enda häradena som blev kvar under danskt styre var Bjäre och Norra Åsbo. Dessa samt en liten del av Halland köptes 1341.

## Bakgrund
Anledningen till den danska försäljningen var att landet befann sig i en svår ekonomisk kris. Under kung Erik Menved hade Danmark blivit indraget i flera dyra krig, vilket i sin tur ledde till att kungen investerade i att rusta upp landets försvar, till stora omkostnader. Dessa omkostnader gjorde att kung Erik skrev ut flera pantbrev på olika landsdelar av Danmark. När kung Erik dog 1319 övertogs tronen av dennes bror, Kristofer II, som kom att bli mycket försvagad. I ett försök att återvinna landets styrka valde Kristofer att återuppta broderns krig i norra Tyskland, vilket i sin tur ledde till ytterligare skulder och höga skatter. Detta resulterade 1326 i ett uppror där Kristofer till slut avsattes. Landet delades i stort upp mellan de två tyska affärsmän som köpt pantbrev av de två monarkerna, Gerhard av Holstein och dennes kusin Johan av Holstein. Som praktiskt taget maktlös kung valdes den unge hertig Valdemar. Dock började en maktkamp mellan Gerhard och Johan växa upp, vilket fick Johan att stöda ett försök att återinsätta Kristofer, som även var Johans halvbror, på tronen. Konflikten slutade i nederlag, men Kristofer återinsattes dock på tronen, däremot var han nu helt och hållet Gerhards marionett. Johan å sin sida fick behålla sina besittningar, men var också han helt underställd Gerhard. Den skånska adeln och allmogen var mycket missnöjda med situationen och kontaktade den svensk-norske kungen Magnus Eriksson för att få stöd för ett uppror mot Johan. 1332 belägrade upprorsmakarna Helsingborgs slott tillsammans med en svensk armé, men lyckades inte inta slottet. Man kom dock till slut fram till ett avtal där Magnus Eriksson skulle överta panten för Skåne och Blekinge för 34 000 mark silver och sommaren samma år hyllades han som kung över landskapen.

## Den danska återerövringen
Både Gerhard och Johan hade lånat pengar av flera mindre långivare för att underhålla de arméer som krävdes för att upprätthålla sitt styre. Dessa långivare kunde därför utnyttja dem båda vilket ledde till ett ökat missnöje bland den danska adeln, som tidigare stött de nya härskarna. Flera bondeuppror och ökad laglöshet till sjöss skapade ett allt större kaos samtidigt som Gerhard (som var de facto-härskare) var under påtryckningar från flera tyska småstater som nu ville se Kristofers son Valdemar (senare kallad Valdemar Atterdag) som kung. Gerhard förberedde ett överlåtande av makten, men innan dess begav han sig under våren 1340 till norra Jylland för att slå ner ännu ett uppror. Under detta fälttåg mördades han vid staden Randers, vilket innebar slutet för Holsteinarnas styre. Efter att Valdemar IV krönts till kung kunde dock Johan behålla sina resterande förläningar, men kom så småningom bli alltmer utmanövrerad genom krig och ekonomiska överenskommelser. Vid sin död 1359 innehade han endast sina egna ägor i Tyskland. Genom en aggressiv beskattningspolitik och en stärkt kungamakt lyckades Valdemar så småningom återförena Danmark väster om Öresund och han vände nu sin blick mot de förlorade skånelandskapen.
I Sverige hade en resning mot kungen Magnus Eriksson blossat upp med dennes son, Erik Magnusson, som ledare. Detta resulterade 1357 i att Magnus fick avstå stora delar av riket till Erik, vilket fick honom att söka sig till Valdemar för att få hjälp att återta de förlorade delarna. De två ingick ett avtal 1359 där Magnus överlät Helsingborgs slott till Valdemar, men i juni samma år avled plötsligt Erik, vilket återgav Magnus hela riket. Valdemar kände sig nu bedragen av Magnus och invaderade därför Skåne, där han belägrade Helsingborgs slott. Förhandlingar började nu hållas där Albrekt av Mecklenburg, sedermera Sveriges kung, hade utsetts till skiljedomare. Magnus överlämnade 1360 slottet till Albrekt och förhandlingar började nu hållas mellan Albrekt och Valdemar, utan Magnus inblandning. Albrekt verkade under förhandlingarna mest se till sitt eget bästa och överlämnade slottet till Valdemar för 10 000 mark silver och slottet Plaue i södra Mecklenburg, något som från svenskt håll närmast liknade förräderi. Då Helsingborgs slott, som vid denna tid uppfattades som skånelandskapens lås, var förlorat kunde Magnus inte på ett effektivt sätt försvara landskapen. Efter förhandlingarna fortsatte Valdemar sin erövring av resten av Skåne och snart även Blekinge och södra Halland.